# いぬかい部長
『いぬかい部長』は、スタジオ607が制作し、2007年より配信開始されたWebアニメシリーズである。

## 概要
謎の生物『部長』と美人OL『秘書くん』とのやり取りを主としたコメディアニメ。2007年10月31日、ライブドア投稿アニメにて公開。2007年11月27日、ライブドア投稿アニメ銀賞受賞。2008年2月4日YouTubeにて配信開始。2010年8月19日にはTBS系『全種類。(ぜんぶ)』にて紹介される等、人気を博した。

## 各話リスト
基本的にYouTubeにおける初公開日。

### いぬかい部長
|         | 配信開始日     | サブタイトル   |
| ------- | -------------- | -------------- |
| 第001話 | 2008年2月4日   | 初出社         |
| 第002話 | 2008年2月4日   | ぶちょうの毛   |
| 第003話 | 2008年2月4日   | 決断           |
| 第004話 | 2008年2月4日   | かつぜつ       |
| 第005話 | 2008年2月4日   | フレグランス   |
| 第006話 | 2008年2月4日   | ゲタ           |
| 第007話 | 2008年2月4日   | 世紀の大発見   |
| 第008話 | 2008年2月4日   | プレゼント     |
| 第009話 | 2008年2月4日   | おつかれさま   |
| 第010話 | 2008年2月4日   | 仕事はじめ     |
| 第011話 | 2008年2月4日   | 出世           |
| 第012話 | 2008年8月11日  | ぶちょうの秘密 |
| 第013話 | 2017年5月25日  | かび           |
| 第014話 | 2015年8月5日   | クールビズ     |
| 第015話 | 2017年5月26日  | だし           |
| 第016話 | 2014年12月29日 | ロマン         |
| 第017話 | 2014年12月29日 | クリスマス     |
| 第018話 | 2014年12月29日 | はつもうで     |
| 第019話 | 2016年8月1日   | いこい         |
| 第020話 | 2017年5月27日  | トラベル       |
| 第021話 | 2017年5月28日  | させん         |
| 第022話 | 2017年5月28日  | スーパーカー   |
| 第023話 | 2010年8月31日  | けじめ         |
| 第024話 | 2015年4月28日  | やく           |
| 第025話 | 2017年5月28日  | 変身           |
| 第026話 | 2021年5月2日   | あかちゃん     |

### いぬかい部長レモン味
|         | 配信開始日    | サブタイトル |
| ------- | ------------- | ------------ |
| 第001話 | 2017年5月30日 | にゅうぶ     |
| 第002話 | 2017年5月30日 | おくそく     |
| 第003話 | 2017年5月30日 | しんきゃら   |

### いぬかいX長
|         | 配信開始日    | サブタイトル   |
| ------- | ------------- | -------------- |
| 第001話 | 2017年6月10日 | いぬかい料理長 |
| 第002話 | 2017年6月12日 | いぬかい機長   |
| 第003話 | 2017年6月15日 | いぬかい店長   |
| 第004話 | 2017年6月16日 | いぬかい院長   |

### いぬかい部長くりーむ
|        | 配信開始日    | サブタイトル |
| ------ | ------------- | ------------ |
| 第01話 | 2017年6月12日 | メニュー     |

## 関連リンク
- ホームページ

https://blog.goo.ne.jp/tomu-n